# Majachkalá
Majachkalá (pronunciado [məxətɕkɐˈla] (escucharⓘ), en ruso: Махачкала, en avar: МахIачхъала, en lezgui: Магьачкъала, en cumuco: Магьачкъала, Mağaçqala) es la capital de Daguestán, en el sur de la Rusia europea. Es un importante puerto del mar Caspio. Sus principales industrias son refinerías de petróleo, construcción naval y conservas de pescado y frutas.

## Historia
Se fundó en el año 1844 con el nombre de Petróvskoye (Петро́вское), hasta 1857 que más tarde cambiaría por Puerto Petrovsk, en el lugar que ocupaba un campamento militar de Pedro I el Grande durante la campaña militar contra los persas en la Guerra ruso-persa de 1722. Conocido como Anzhi-Qala, Fortaleza de Perla (Qala significa fortaleza y Anzhi perla en cumuco). En 1894, la línea de ferrocarril unía la ciudad de Vladikavkaz (actual Osetia del Norte) con Bakú (hoy Azerbaiyán).
Un informe detallado de 1904 reporta la propagación de malaria debido al inadecuado tratamiento del agua potable en la ciudad.
En enero de 1919, durante la Guerra Civil Rusa, el Escuadrón británico N.º 221 de la RAF acantonado en Petrovsk. Uniéndosele el Escuadrón N.º 266, en marzo, ambas escuadras participaron en operaciones contra las fuerzas bolcheviques en Astracán y en otros lugares. En agosto de 1919 se retiraron de Petrovsk y la ciudad fue tomada por el Ejército Rojo en la primavera de 1920.
Como parte de la revolución soviética, los nombres de lugares relacionados con la monarquía o la religión fueron cambiados. El 14 de mayo de 1921 fue rebautizada con su nombre actual de Makhachkalá y después por el daguestaní revolucionario Magomed-Ali Makhach Dakhadaev. Designada como capital de la República Socialista Soviética Autónoma de Daguestán, que —tras la disolución de la URSS en 1991— se convertiría en la región autónoma de Daguestán. En la ciudad se produjeron daños importantes durante un terremoto el 14 de mayo de 1970.

## División administrativa
La ciudad de Majachkalá está dividida en 3 distritos:
- Rаión de Kirovsky
- Rаión de Sovietsky
- Rаión de Leninsky

## Demografía
| Gráfica de evolución de Majachkalá entre 1861 y 2020 |
|                                                      |

## Clima
El clima de la ciudad tiene elementos subtropicales y continentales, con importantes influencias de un clima semiárido (clasificación climática de Köppen, Bsk) por su proximidad a la cuenca del mar Caspio.
| Parámetros climáticos promedio de Majachkalá (1991-2020) | Parámetros climáticos promedio de Majachkalá (1991-2020) | Parámetros climáticos promedio de Majachkalá (1991-2020) | Parámetros climáticos promedio de Majachkalá (1991-2020) | Parámetros climáticos promedio de Majachkalá (1991-2020) | Parámetros climáticos promedio de Majachkalá (1991-2020) | Parámetros climáticos promedio de Majachkalá (1991-2020) | Parámetros climáticos promedio de Majachkalá (1991-2020) | Parámetros climáticos promedio de Majachkalá (1991-2020) | Parámetros climáticos promedio de Majachkalá (1991-2020) | Parámetros climáticos promedio de Majachkalá (1991-2020) | Parámetros climáticos promedio de Majachkalá (1991-2020) | Parámetros climáticos promedio de Majachkalá (1991-2020) | Parámetros climáticos promedio de Majachkalá (1991-2020) |
| Mes                                                      | Ene.                                                     | Feb.                                                     | Mar.                                                     | Abr.                                                     | May.                                                     | Jun.                                                     | Jul.                                                     | Ago.                                                     | Sep.                                                     | Oct.                                                     | Nov.                                                     | Dic.                                                     | Anual                                                    |
| -------------------------------------------------------- | -------------------------------------------------------- | -------------------------------------------------------- | -------------------------------------------------------- | -------------------------------------------------------- | -------------------------------------------------------- | -------------------------------------------------------- | -------------------------------------------------------- | -------------------------------------------------------- | -------------------------------------------------------- | -------------------------------------------------------- | -------------------------------------------------------- | -------------------------------------------------------- | -------------------------------------------------------- |
| Temp. máx. abs. (°C)                                     | 17.8                                                     | 20.9                                                     | 28.8                                                     | 33.5                                                     | 35.1                                                     | 36.8                                                     | 39.5                                                     | 40.2                                                     | 35.0                                                     | 28.9                                                     | 23.1                                                     | 19.9                                                     | 40.2                                                     |
| Temp. máx. media (°C)                                    | 4.1                                                      | 4.6                                                      | 8.6                                                      | 14.4                                                     | 20.9                                                     | 26.5                                                     | 29.3                                                     | 29.3                                                     | 24.3                                                     | 17.9                                                     | 10.7                                                     | 6.0                                                      | 16.4                                                     |
| Temp. media (°C)                                         | 1.0                                                      | 1.4                                                      | 5.2                                                      | 10.3                                                     | 16.5                                                     | 22.0                                                     | 24.8                                                     | 24.9                                                     | 20.3                                                     | 14.2                                                     | 7.4                                                      | 2.9                                                      | 12.6                                                     |
| Temp. mín. media (°C)                                    | -1.7                                                     | -1.5                                                     | 2.3                                                      | 6.9                                                      | 12.8                                                     | 17.7                                                     | 20.6                                                     | 20.6                                                     | 16.6                                                     | 10.7                                                     | 4.2                                                      | 0.0                                                      | 9.1                                                      |
| Temp. mín. abs. (°C)                                     | -25.1                                                    | -26.8                                                    | -13.5                                                    | -5.1                                                     | 0.0                                                      | 5.8                                                      | 9.7                                                      | 8.0                                                      | 0.7                                                      | -6.6                                                     | -19.7                                                    | -26.5                                                    | -26.8                                                    |
| Precipitación total (mm)                                 | 36                                                       | 28                                                       | 23                                                       | 19                                                       | 34                                                       | 27                                                       | 22                                                       | 29                                                       | 51                                                       | 38                                                       | 46                                                       | 38                                                       | 391                                                      |
| Nevadas (cm)                                             | 2                                                        | 2                                                        | 0                                                        | 0                                                        | 0                                                        | 0                                                        | 0                                                        | 0                                                        | 0                                                        | 0                                                        | 1                                                        | 1                                                        | 6                                                        |
| Días de lluvias (≥ 1 mm)                                 | 11                                                       | 10                                                       | 12                                                       | 11                                                       | 12                                                       | 11                                                       | 9                                                        | 10                                                       | 11                                                       | 13                                                       | 13                                                       | 12                                                       | 135                                                      |
| Días de nevadas (≥ 1 mm)                                 | 9                                                        | 10                                                       | 4                                                        | 0.2                                                      | 0                                                        | 0                                                        | 0                                                        | 0                                                        | 0                                                        | 0.1                                                      | 3                                                        | 6                                                        | 32.3                                                     |
| Horas de sol                                             | 74                                                       | 71                                                       | 105                                                      | 171                                                      | 246                                                      | 278                                                      | 282                                                      | 270                                                      | 194                                                      | 151                                                      | 81                                                       | 67                                                       | 1990                                                     |
| Humedad relativa (%)                                     | 84                                                       | 83                                                       | 83                                                       | 79                                                       | 76                                                       | 71                                                       | 70                                                       | 72                                                       | 75                                                       | 80                                                       | 83                                                       | 85                                                       | 78.4                                                     |
| Fuente n.º 1: Погода и климат                            |                                                          |                                                          |                                                          |                                                          |                                                          |                                                          |                                                          |                                                          |                                                          |                                                          |                                                          |                                                          |                                                          |
| Fuente n.º 2: NOAA (Horas de sol, 1961-1990)             |                                                          |                                                          |                                                          |                                                          |                                                          |                                                          |                                                          |                                                          |                                                          |                                                          |                                                          |                                                          |                                                          |

## Transporte
La ciudad es servida por el aeropuerto de Uytash, un aeropuerto regional que proporciona conexiones a otras ciudades rusas. Los ferrocarriles rusos a través del ferrocarril del Cáucaso Norte proporcionan tráfico de carga y pasajeros hacia y desde Majachkalá.
El Puerto Internacional del mar Caspio maneja petróleo crudo, petróleo, materiales de construcción, granos, carga y madera y opera las 24 horas del día. El puerto ofrece comunicaciones con el resto de Rusia, así como con Bielorrusia, Ucrania, los estados bálticos, Irán, Turquía y Asia Central. Un railyard conecta el puerto con la red ferroviaria del norte del Cáucaso.

### Autopistas y carreteras
- — Autopista «Cáucaso»
- — «Р215»
- P275  — P272

## Deporte
El equipo de fútbol de la ciudad, el FK Anzhí Majachkalá de la Liga Premier de Rusia, juega en el estadio Dynamo con una capacidad de 15.200 espectadores.
Fue fundado en 1991, el equipo regresó a la Premier League en 2009 y en enero de 2011 fue comprado por el multimillonario de productos básicos de Daguestán Suleimán Kerímov, cuya inversión le permitió al club fichar a jugadores como el ganador de la Copa Mundial de Brasil Roberto Carlos y el delantero camerunés Samuel Eto'o quien, durante su tiempo en el club, se convirtió en el jugador mejor pagado del mundo. Sin embargo, debido a los recientes disturbios en la región, los jugadores actualmente viven y entrenan en Moscú, y un guardia armado patrulla sus partidos.

## Galería

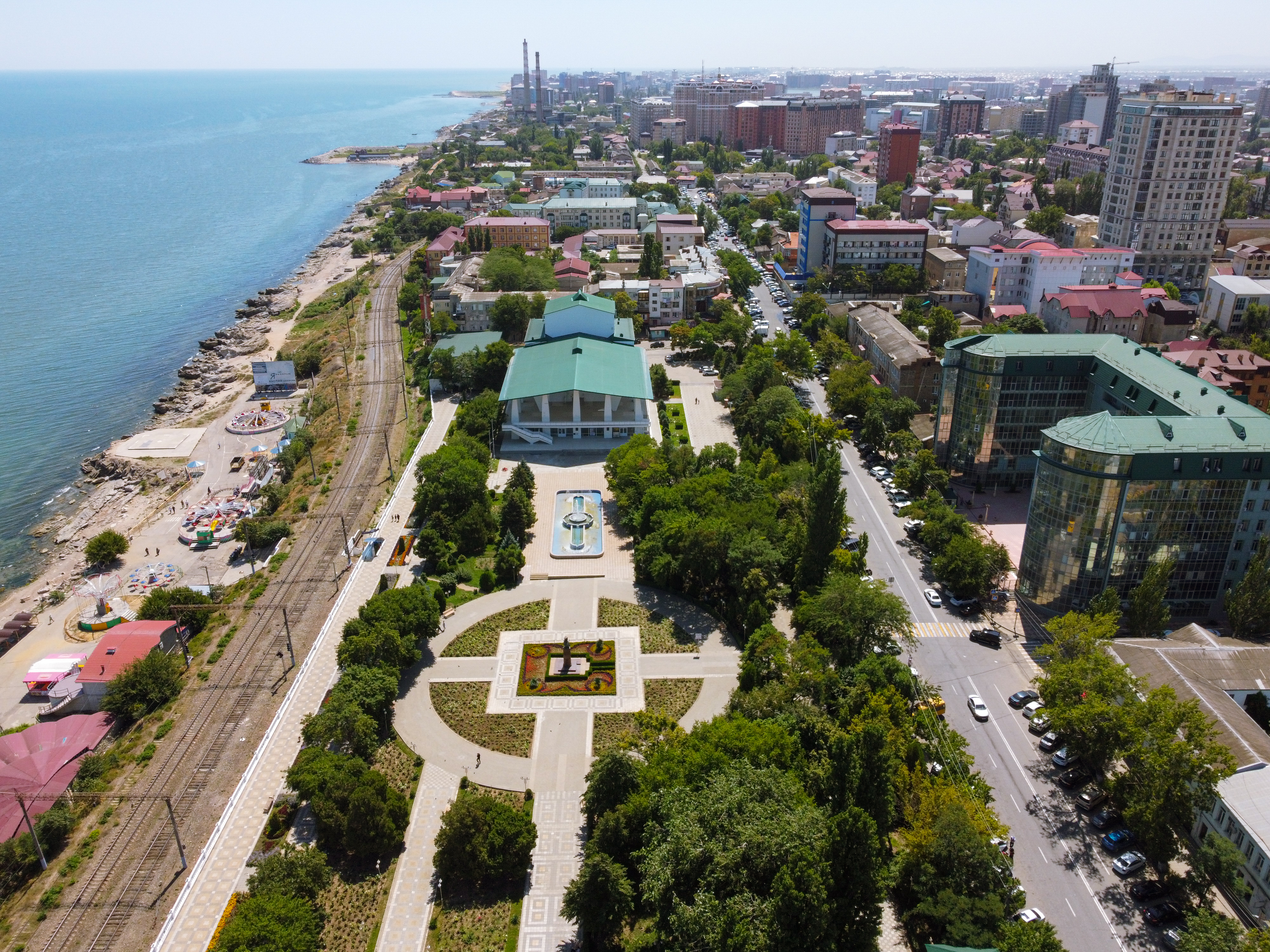
Plaza Suleiman Stalsky
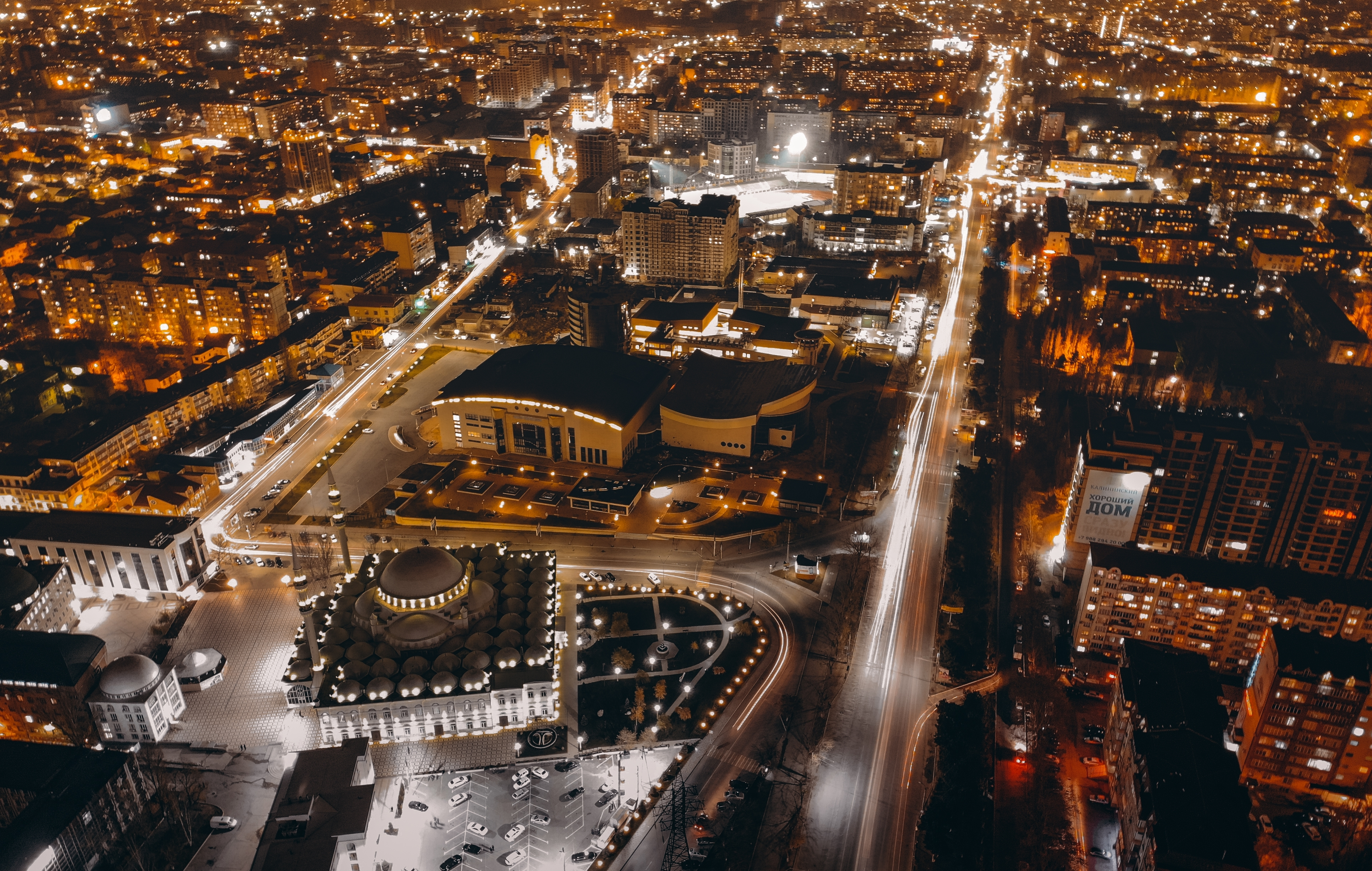
Vista nocturna del centro de Majachkalá
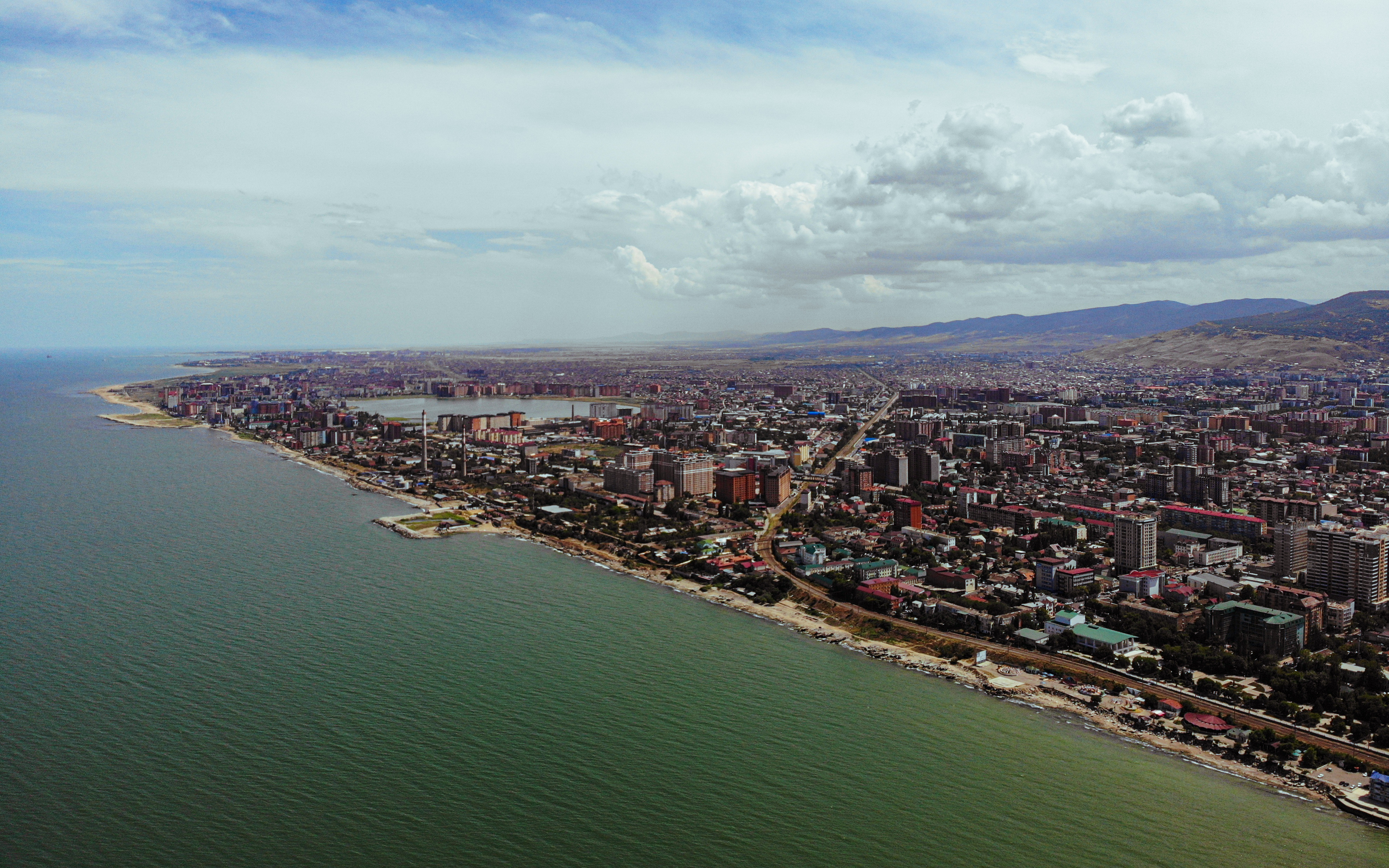
Parte sur de Makhachkalá